# Weiersbach (Daun)

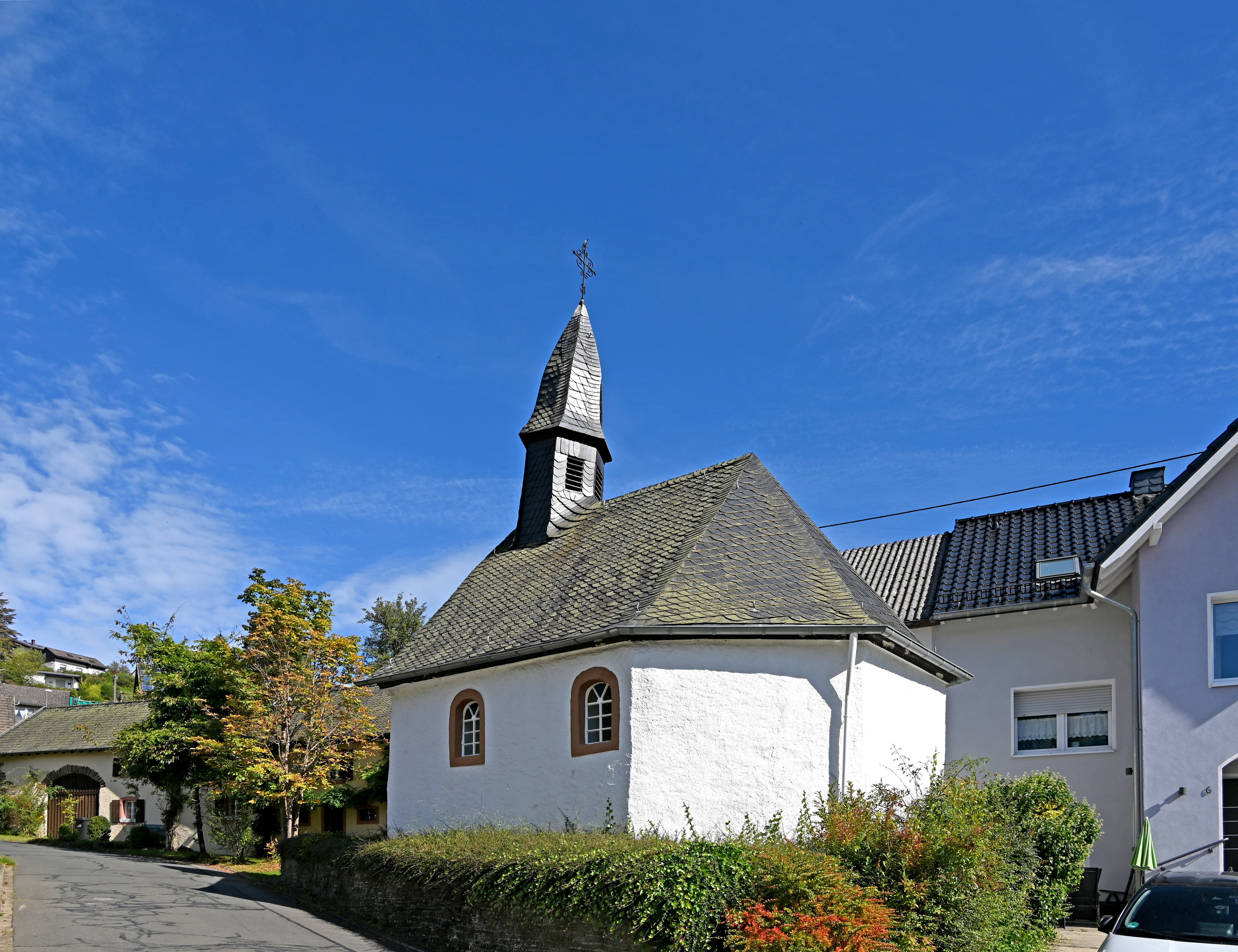
Weiersbach, Kapelle St. Franz Xaver (1738)

Weiersbach ist ein Stadtteil (Ortsbezirk) von Daun in der zentralen Vulkaneifel im Landkreis Vulkaneifel in Rheinland-Pfalz.

## Lage
Der Ort liegt im Tal der Lieser. Die Nachbarorte von Weiersbach sind im Norden Gemünden, im Osten Schalkenmehren und im Süden Üdersdorf. Durch den Ort verläuft die Landesstraße 46. Des Weiteren mündet der Wirschbach am östlichen Ortsrand in die Lieser.

## Geschichte
Bis zum Ende des 18. Jahrhunderts gehörte Weiersbach landesherrlich zum Kurfürstentum Trier und stand unter der Verwaltung und der Gerichtsbarkeit des Amtes Daun. Weiersbach war der Zenterei Üdersdorf zugeordnet. Kirchlich gehörte Weiersbach zum Erzbistum Köln.
Im Jahr 1794 wurde das Linke Rheinufer im ersten Koalitionskrieg von französischen Revolutionstruppen besetzt. Von 1798 bis 1814 gehörte Weiersbach zum Kanton Daun im Saardepartement.
Auf dem Wiener Kongress (1815) kam die Region an das Königreich Preußen, Weiersbach wurde 1816 dem neu errichteten Kreis Daun im Regierungsbezirk Trier zugeordnet und von der Bürgermeisterei Üdersdorf verwaltet.
Nach dem Zweiten Weltkrieg wurde die Gemeinde Weiersbach innerhalb der französischen Besatzungszone Teil des damals neu gebildeten Landes Rheinland-Pfalz.
Am 10. Juni 1979 wurde die bis dahin eigenständige Gemeinde Weiersbach mit seinerzeit 141 Einwohnern in die Stadt Daun eingegliedert.

## Politik
Der Stadtteil Weiersbach ist gemäß Hauptsatzung einer von acht Ortsbezirken der Stadt Daun. Die Grenzen des Bezirks entsprechen denen der Gemarkung. Er wird politisch von einem Ortsbeirat sowie einem Ortsvorsteher vertreten.
Der Ortsbeirat von Weiersbach besteht aus drei Mitgliedern und dem ehrenamtlichen Ortsvorsteher als Vorsitzendem.
Leo Thielen wurde 2024 Ortsvorsteher von Weiersbach.
Sein Vorgänger war Konrad Junk seit 1997.

## Vereine
- Kegelsportclub Daun-Weiersbach
- Frauenverein
- Freiwillige Feuerwehr